# Roiffieux
Roiffieux est une commune française située dans le département de l'Ardèche, en région Auvergne-Rhône-Alpes.
Roiffieux est un village fleuri (2 fleurs) qui possède une architecture ancienne au village et avec plusieurs châteaux bourgeois. Il est devenu aussi une importante banlieue résidentielle de l'agglomération d'Annonay. Son environnement lui permet cependant d'être un point de départ pour des randonnées avec vue sur le Vercors et la chaîne des Alpes.
Roiffieux est habitée par 2 723 habitants en 2022, ce qui en fait la troisième ville du bassin annonéen après Annonay et Davézieux et ses habitants sont appelés les Réfocaliens.

## Géographie

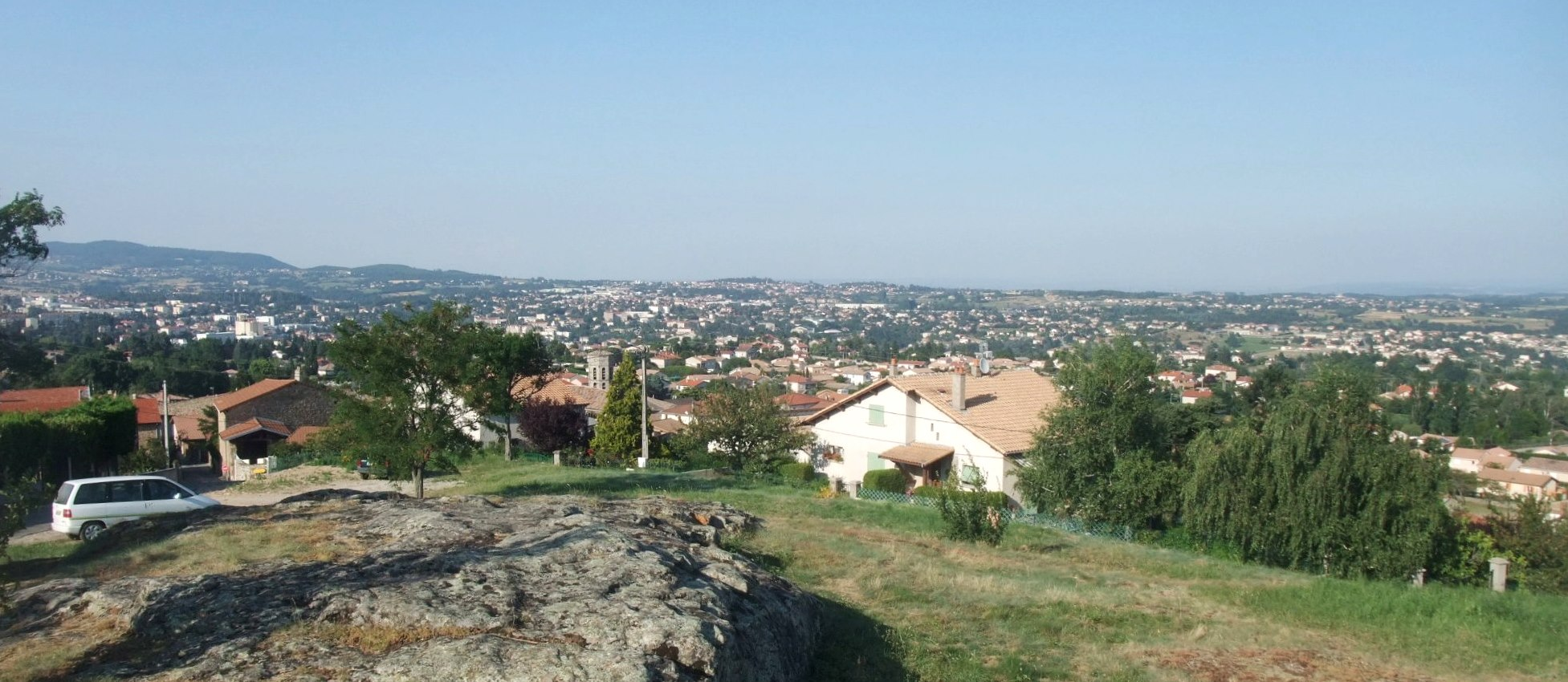
Un vaste panorama sur le Nord Ardèche.

### Situation et description
La commune de Roiffieux occupe un vaste territoire, au sud d’Annonay, sur 19,52 km2, avec la rivière Cance comme limite nord, à deux exceptions près : le faubourg de Cance et le quartier des Aygas sont devenus annonéens en 1790, et le domaine de Bernaudin en 1952.
À l'ouest, la commune englobe des reliefs boisés, jusqu'à la crête qui redescend vers la Vocance. Une partie de ce territoire forestier a pu être achetée par la commune et recevoir des débuts d'aménagements. Cette partie forestière comprend aussi le centre moto de La Gorre et quelques surfaces agricoles. L'agglomération principale s'est installée sur le plateau en pente exposé à l'est. Elle a d'abord été un village d'agriculteurs. Elle a pris maintenant l'allure d'une banlieue résidentielle qui s'est développée jusqu'aux limites avec Annonay. Plusieurs hameaux sont aussi présents sur la commune. Ils restent environnés de campagne cultivée ou boisée, mais ils se sont aussi développés au niveau résidentiel. Fély est le plus important. À l'est, la commune s'étend jusqu'à la Roche Péréandre, dans la vallée de la Cance.
À l’écart des grands axes de circulation, et éloigné des grandes zones commerciales et industrielles, la commune et son village ont une vocation essentiellement résidentielle.

### Communes limitrophes
| Villevocance | Annonay          | Vernosc-lès-Annonay |
| Vocance      | Roiffieux        |                     |
|              | Saint-Alban-d'Ay | Quintenas           |

### Climat
Pour des articles plus généraux, voir Climat d'Auvergne-Rhône-Alpes et Climat de l'Ardèche.
En 2010, le climat de la commune est de type climat du Bassin du Sud-Ouest, selon une étude du CNRS s'appuyant sur une série de données couvrant la période 1971-2000. En 2020, Météo-France publie une typologie des climats de la France métropolitaine dans laquelle la commune est dans une zone de transition entre le climat de montagne et le climat méditerranéen et est dans la région climatique Sud-est du Massif Central, caractérisée par une pluviométrie annuelle de 1 000 à 1 500 mm, minimale en été, maximale en automne.
Pour la période 1971-2000, la température annuelle moyenne est de 11 °C, avec une amplitude thermique annuelle de 17,2 °C. Le cumul annuel moyen de précipitations est de 901 mm, avec 8,4 jours de précipitations en janvier et 6 jours en juillet. Pour la période 1991-2020, la température moyenne annuelle observée sur la station météorologique de Météo-France la plus proche, sur la commune d'Annonay à 2 km à vol d'oiseau, est de 12,3 °C et le cumul annuel moyen de précipitations est de 801,5 mm,. Pour l'avenir, les paramètres climatiques de la commune estimés pour 2050 selon différents scénarios d'émission de gaz à effet de serre sont consultables sur un site dédié publié par Météo-France en novembre 2022.
| Mois                                  | jan.           | fév.           | mars           | avril         | mai           | juin          | jui.          | août           | sep.           | oct.          | nov.          | déc.           | année     |
| ------------------------------------- | -------------- | -------------- | -------------- | ------------- | ------------- | ------------- | ------------- | -------------- | -------------- | ------------- | ------------- | -------------- | --------- |
| Température minimale moyenne (°C)     | 0,2            | 0,2            | 2,9            | 5,7           | 9,5           | 12,9          | 14,9          | 14,5           | 11             | 8             | 3,6           | 0,9            | 7         |
| Température moyenne (°C)              | 3,8            | 4,7            | 8,4            | 11,6          | 15,5          | 19,4          | 21,6          | 21,3           | 17             | 12,8          | 7,5           | 4,4            | 12,3      |
| Température maximale moyenne (°C)     | 7,4            | 9,1            | 14             | 17,4          | 21,6          | 25,8          | 28,4          | 28,1           | 23,1           | 17,7          | 11,5          | 7,9            | 17,7      |
| Record de froid (°C) date du record   | −18 07.01.1985 | −13,5 05.02.12 | −11,5 01.03.05 | −5 08.04.03   | 0 06.05.1979  | 2 04.06.1984  | 6 27.07.1987  | 4,6 07.08.1987 | 1,8 22.09.1977 | −5 31.10.1997 | −9 28.11.1985 | −12,5 16.12.01 | −18 1985  |
| Record de chaleur (°C) date du record | 18,6 01.01.22  | 21,2 24.02.21  | 25,5 31.03.21  | 28,8 30.04.05 | 33,8 24.05.09 | 38,5 25.06.03 | 39,7 24.07.19 | 40,5 13.08.03  | 34 18.09.1987  | 29,8 10.10.23 | 22,7 14.11.23 | 19,5 01.12.00  | 40,5 2003 |
| Précipitations (mm)                   | 50,7           | 34,4           | 40,2           | 61,8          | 75,5          | 62,6          | 67,7          | 56,8           | 88,1           | 106,7         | 105,9         | 51,1           | 801,5     |

### Hydrographie
Le territoire communal est bordé par la Cance, un affluent direct du Rhône en rive droite

### Voies de communication
Le territoire communal est traversé par la route départementale 470 (RD470).

## Urbanisme

### Typologie
Au 1er janvier 2024, Roiffieux est catégorisée petite ville, selon la nouvelle grille communale de densité à 7 niveaux définie par l'Insee en 2022.
Elle appartient à l'unité urbaine d'Annonay, une agglomération intra-départementale dont elle est une commune de la banlieue,. Par ailleurs la commune fait partie de l'aire d'attraction d'Annonay, dont elle est une commune du pôle principal,. Cette aire, qui regroupe 37 communes, est catégorisée dans les aires de 50 000 à moins de 200 000 habitants,.

### Occupation des sols
L'occupation des sols de la commune, telle qu'elle ressort de la base de données européenne d’occupation biophysique des sols Corine Land Cover (CLC), est marquée par l'importance des territoires agricoles (49,1 % en 2018), en diminution par rapport à 1990 (54,7 %). La répartition détaillée en 2018 est la suivante : 
forêts (40,5 %), zones agricoles hétérogènes (36 %), zones urbanisées (10,4 %), prairies (8,5 %), terres arables (4,6 %).
L'évolution de l’occupation des sols de la commune et de ses infrastructures peut être observée sur les différentes représentations cartographiques du territoire : la carte de Cassini (XVIIIe siècle), la carte d'état-major (1820-1866) et les cartes ou photos aériennes de l'IGN pour la période actuelle (1950 à aujourd'hui).

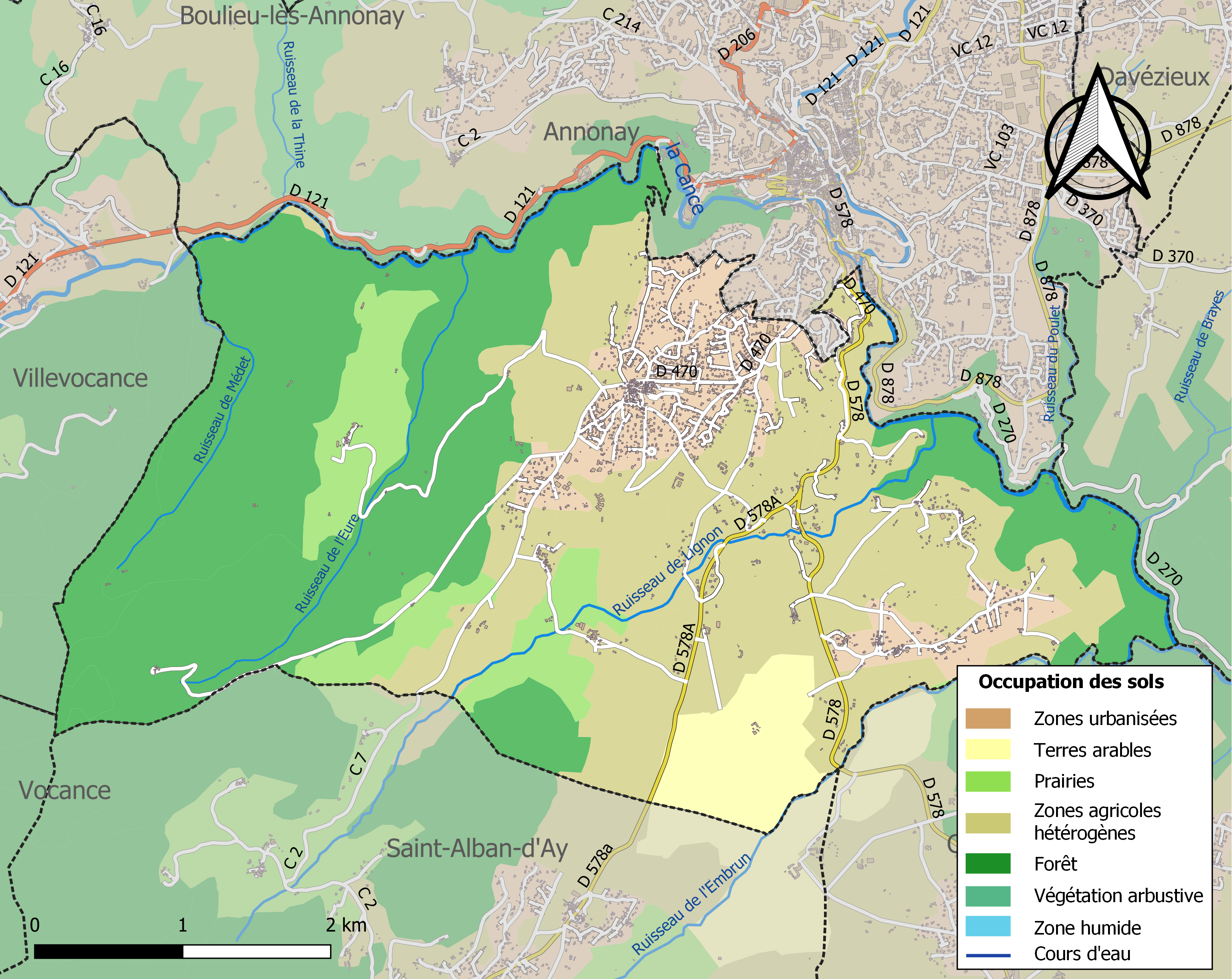
Carte des infrastructures et de l'occupation des sols de la commune en 2018 (CLC).

## Toponymie
Le village tient sans doute son nom du domaine gallo-romain d'un dénommé Rufus. Il est dénommé Rufiacum dans un écrit du VIIIe siècle. C'est à partir du Moyen Âge central que son nom deviendra Roifieu en vivaro-alpin.

## Histoire

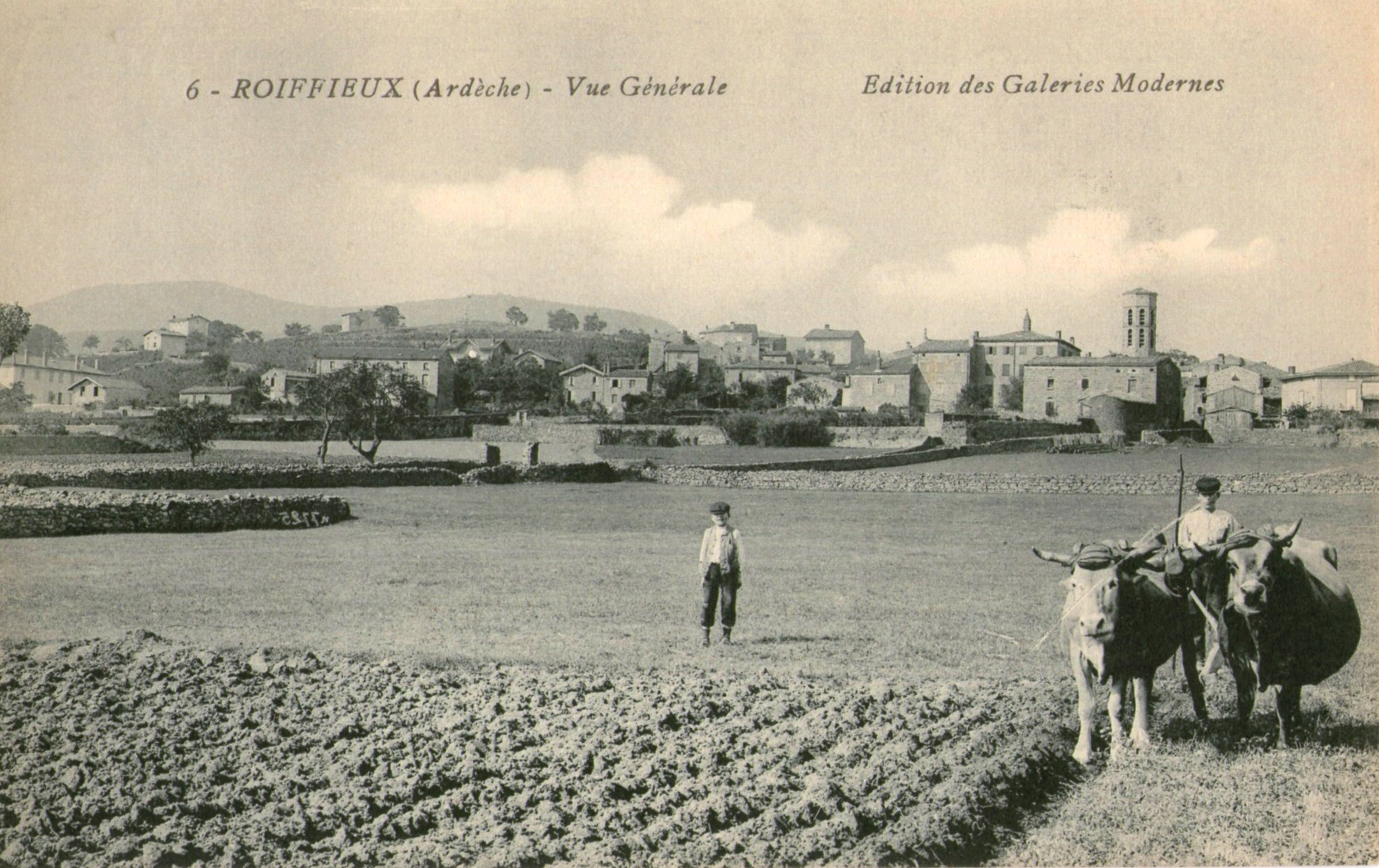
Un village entre champs et forêt.

### Antiquité
À l’époque gauloise ou gallo-romaine, le territoire de Roiffieux était sans doute déjà occupé. Mais on n’en a trouvé aucune preuve, si ce n’est son nom de Rufiacum (ferme de Rufus). On peut supposer aussi que la voie romaine du Rhône au Puy passait dans le secteur. Des restes de pavage ont été retrouvés au quartier des Pilles. La voie montait sans doute ensuite rejoindre les crêtes du massif des Vents.

### Moyen Âge
La première attestation écrite de son église date de 774. Elle a dépendu longtemps religieusement de l'archiprêtré de Quintenas et du diocèse de Vienne, tout en étant redevable matériellement à l'abbaye de Saint-Claude dans le Jura.
En 1038, un chanoine Arman donne à l'Eglise de Vienne une manse sise dans la villa Rofiaco, dans le territoire d'Annonay.
Les estimes fiscales de 1464 ont recensé 43 propriétaires, de taille modeste dans l’ensemble. Ils élèvent surtout des moutons et des chèvres, et cultivent la vigne. Une maladière a été créée en 1286 à l’écart du village. La construction du château de Brogieux est datée de 1377. En haut du village, on peut retrouver la structure de base d’une maison forte, en haut de la rue des Mures.

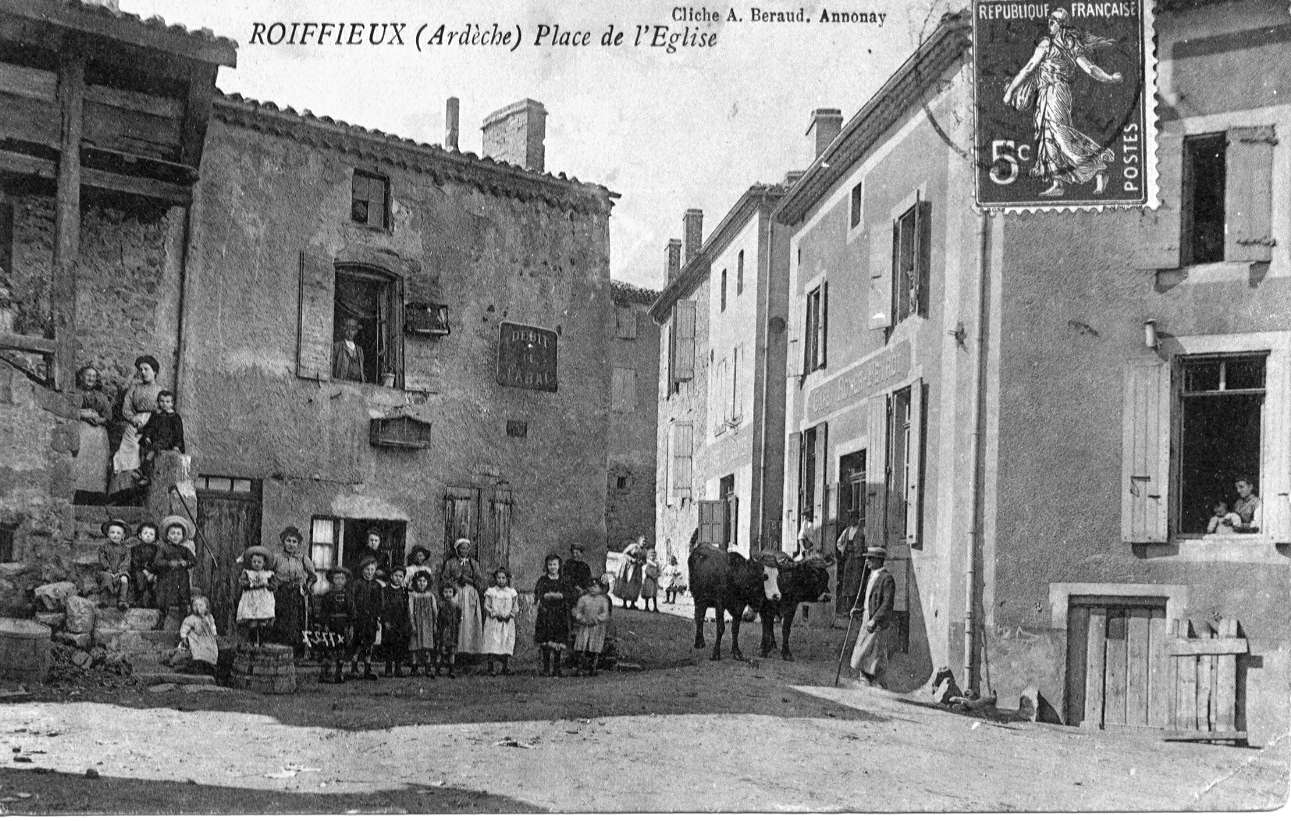
Le village est resté longtemps agricole.

### Temps modernes
Aux XVIIIe et XIXe siècles, la quasi-totalité de la population vivait de l'agriculture. Les hommes y sont cités comme "laboureurs", "grangers", "vignerons" ou "journaliers". Quelques-uns sont artisans. Un grand nombre d'habitants ont le statut de valets ou de servantes (35 % en 1804). Beaucoup travaillent pour de grands propriétaires, qui vivent rarement sur place. En 1762, le curé qui officiait à Roiffieux cite comme propriétaires importants “ M. de Saint-Alban d’Ay, M. de Serres (à Chardon), M. Bollioud de Tartara (à Brogieux), M. Fournat d’Ay, M. de Lamberty, M. de Missolz (à Anty)”. Pendant la Révolution de 1789, Roiffieux a été renommée "Libre Fieux" par les révolutionnaires ardéchois qui voulaient bannir tout rapport possible avec la royauté.Au XIXe siècle, d'autres familles bourgeoises se sont fait construire de belles demeures sur la commune.

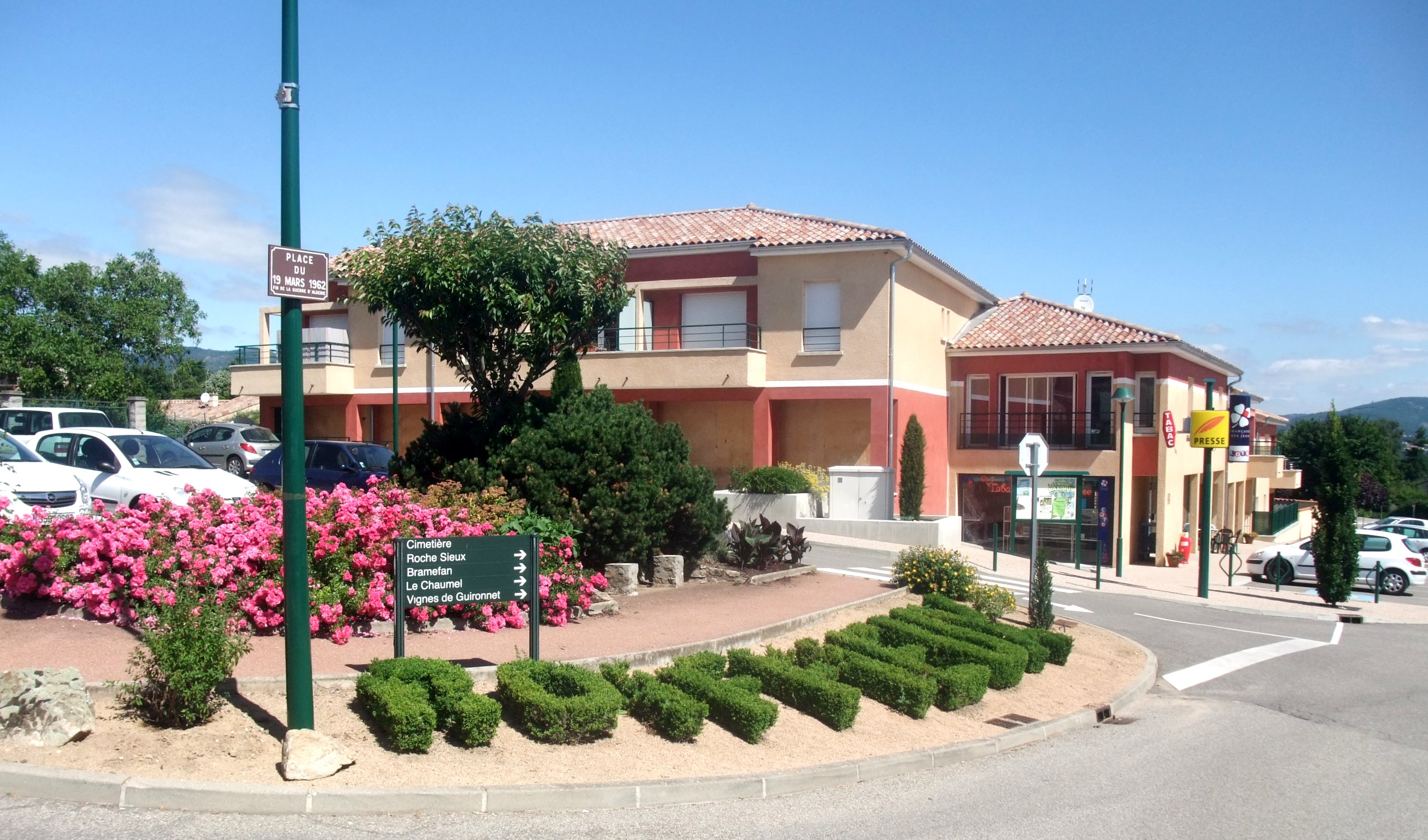
Le second centre commercial.

### Époque contemporaine
Au XXe siècle, les agriculteurs sont peu à peu devenus ouvriers. D'abord notamment à la grande tannerie Meyzonnier du quartier de Cance qui a employé jusqu'à 1 200 ouvriers en 1912. Ce sont d'ailleurs ses propriétaires qui se sont fait construire en 1914 le château de la Garde. À partir de 1947, d’autres ont pu travailler aux Salaisons de l’Ardèche fondées par les frères Chaillot. La population a pu ainsi se maintenir autour de 900 habitants jusque dans les années 1960.

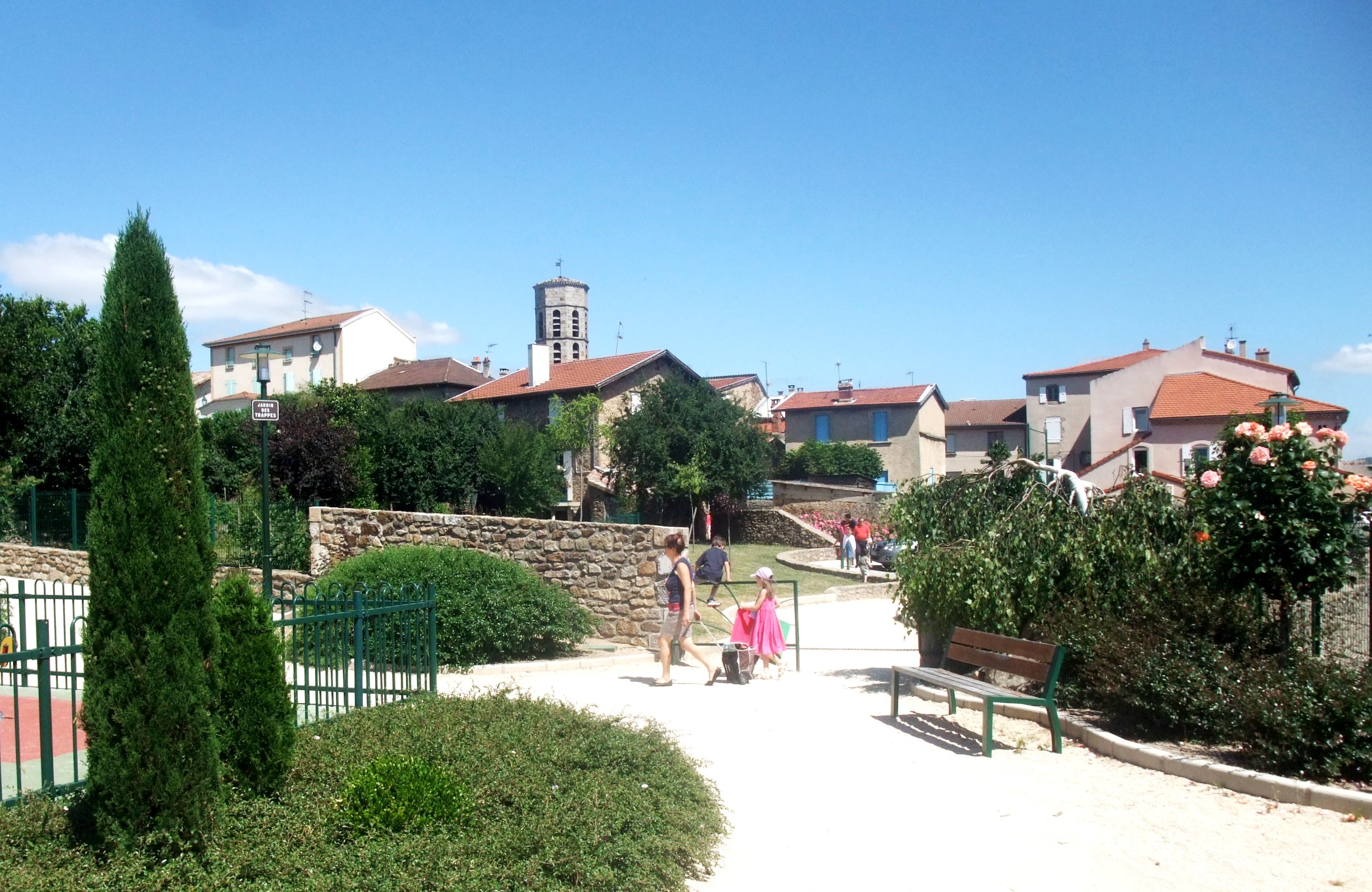
Le joli jardin des Trappes.

Depuis, en une cinquantaine d'années, les nouvelles constructions de villas ont rapidement triplé la population, qui a dépassé les 2 800 habitants en 2014. À mesure, les municipalités successives ont dû assurer des aménagements publics et des équipements collectifs. La vie associative s'est aussi beaucoup développée. Quelques commerces ont ouvert, mais les grandes surfaces restent éloignées, pour la plupart au nord d'Annonay.

## Politique et administration

### Liste des maires
| Période                                  | Période                   | Identité                                | Étiquette | Qualité  |
| ---------------------------------------- | ------------------------- | --------------------------------------- | --------- | -------- |
| Les données manquantes sont à compléter. |                           |                                         |           |          |
| 1812                                     | 1812                      | Joseph Marie Roch Nicolas               |           |          |
| 1812                                     | 1813                      | Jean-Barthélémy Fournat de Brezenaud    |           |          |
| 1813                                     | 1823                      | Jacques-Magdeleine Fournat de Brezenaud |           |          |
| 1824                                     | 1825                      | Antoine Fraisse                         |           |          |
| 1825                                     | 1830                      | Marie-Jacques Alloua                    |           |          |
| 1830                                     | 1837                      | Pierre-Aimé Vercasson                   |           |          |
| 1837                                     | 1846                      | Henri Desgrand                          |           |          |
| 1846                                     | 1862                      | Claude Laurent Boirayon                 |           |          |
| 1862                                     | 1870                      | Siméon Mignot                           |           |          |
|                                          |                           |                                         |           |          |
| 1874                                     | janv 1881                 | Fernand de Lamajorie                    |           |          |
| janv 1881                                | mai 1884                  | Siméon Mignot                           |           |          |
| mai 1884                                 | oct 1885                  | François Gamon                          |           |          |
| oct 1885                                 | mai 1892                  | Fernand de Lamajorie                    |           |          |
| mai 1892                                 | mai 1904                  | Pierre Garnier                          |           |          |
| mai 1904                                 | déc 1919                  | Henri Bechetoille                       |           |          |
| déc 1919                                 | mai 1925                  | Louis Royer                             |           |          |
| mai 1925                                 | sept 1945                 | Amy Allizon                             |           |          |
| sept 1945                                | mars 1959                 | Jean Ricard                             |           |          |
| mars 1959                                | mars 1989                 | Jean Chaillot                           |           | (30 ans) |
| mars 1989                                | mars 2008                 | Henri Gaillard                          |           |          |
| mars 2008                                | mars 2014                 | Maurice Berchu                          |           |          |
| mars 2014                                | En cours (au 6 août 2020) | Christophe Delord,                      |           |          |

## Population et société

### Démographie
L'évolution du nombre d'habitants est connue à travers les recensements de la population effectués dans la commune depuis 1793. Pour les communes de moins de 10 000 habitants, une enquête de recensement portant sur toute la population est réalisée tous les cinq ans, les populations de référence des années intermédiaires étant quant à elles estimées par interpolation ou extrapolation. Pour la commune, le premier recensement exhaustif entrant dans le cadre du nouveau dispositif a été réalisé en 2008.

En 2022, la commune comptait 2 723 habitants, en évolution de −2,99 % par rapport à 2016 (Ardèche : +2,48 %, France hors Mayotte : +2,11 %).
| 1793 | 1800 | 1806 | 1821 | 1831 | 1836 | 1841 | 1846  | 1851  |
| ---- | ---- | ---- | ---- | ---- | ---- | ---- | ----- | ----- |
| 340  | 729  | 762  | 832  | 714  | 884  | 929  | 1 013 | 1 043 |

| 1856  | 1861  | 1866  | 1872  | 1876  | 1881  | 1886  | 1891  | 1896  |
| ----- | ----- | ----- | ----- | ----- | ----- | ----- | ----- | ----- |
| 1 028 | 1 040 | 1 067 | 1 078 | 1 088 | 1 092 | 1 090 | 1 117 | 1 100 |

| 1901  | 1906  | 1911  | 1921 | 1926 | 1931 | 1936 | 1946 | 1954 |
| ----- | ----- | ----- | ---- | ---- | ---- | ---- | ---- | ---- |
| 1 103 | 1 140 | 1 148 | 956  | 904  | 938  | 905  | 925  | 925  |

| 1962 | 1968  | 1975  | 1982  | 1990  | 1999  | 2006  | 2008  | 2013  |
| ---- | ----- | ----- | ----- | ----- | ----- | ----- | ----- | ----- |
| 872  | 1 181 | 1 761 | 2 180 | 2 285 | 2 453 | 2 647 | 2 703 | 2 812 |

| 2018  | 2022  | - | - | - | - | - | - | - |
| ----- | ----- | - | - | - | - | - | - | - |
| 2 762 | 2 723 | - | - | - | - | - | - | - |

Au XIXe siècle, la population, essentiellement agricole, s'est stabilisée à un peu plus de 1000 habitants. En début de XXe siècle, l'exode rural a été en partie compensé par l'offre d'emplois industriels. Dans les années 1960, la commune a connu une véritable explosion démographique avec la construction de résidences principales d'habitants annonéens. La population a doublé d'abord en une dizaine d'années, passant de 872 habitants en 1962 à plus de 1 761 habitants en 1975. Puis a triplé dans les années 2010.

### Associations

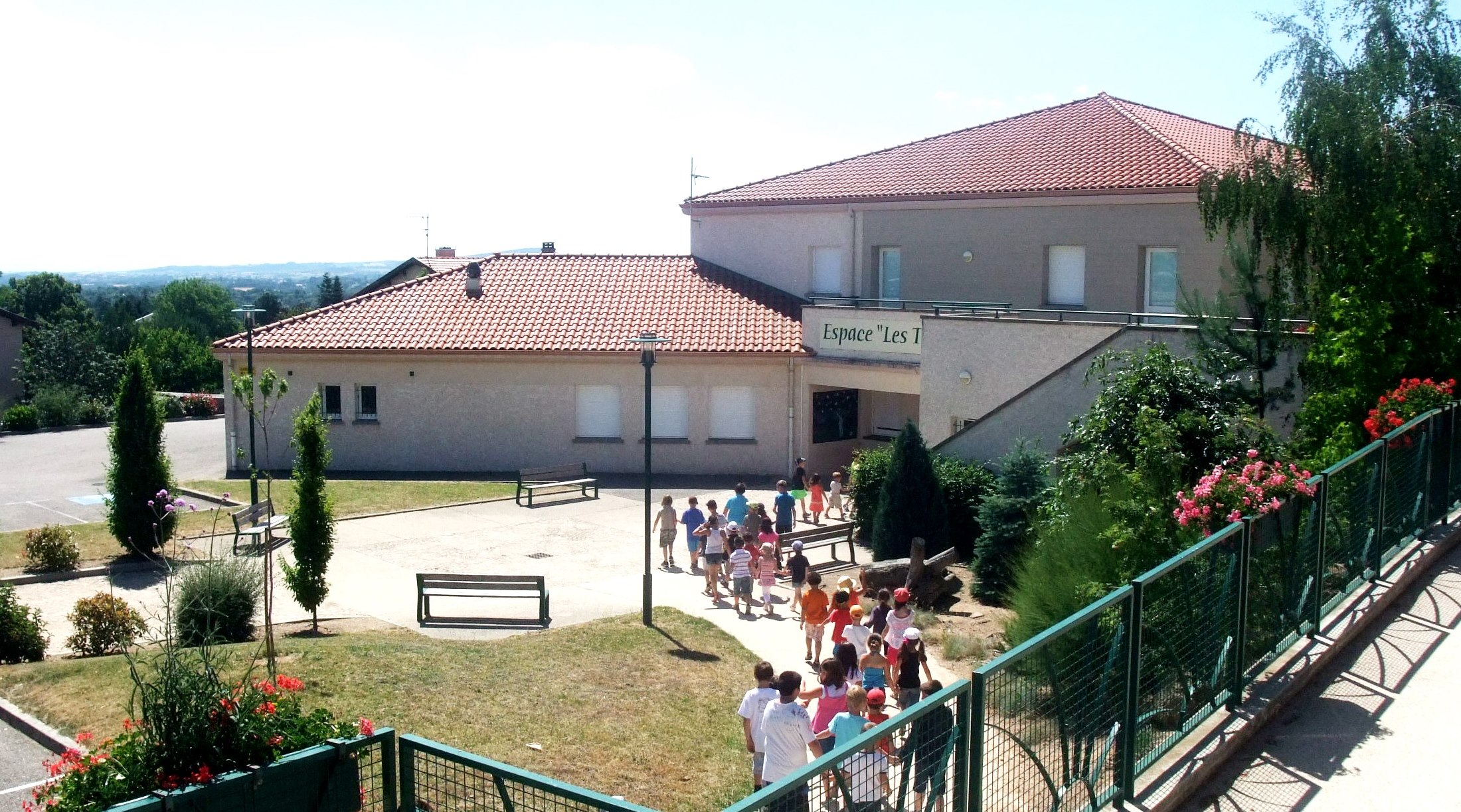
L'espace des Termes accueille les associations et les écoliers.

En 2013, les 25 associations réfocaliennes ont totalisé 1836 inscrits.
Amicale des pompiers (créée en 1888), ACCA, AFN (1969), Club des Aînés (1977), Association du personnel communal (1982), Comité des Fêtes (1989).
AEP (1947), Amicale laïque (1952), APEL(1985), centre aéré AFR La Clé des Champs (1997).
ARAM couture (1984), peinture (1997), photo (1999), loisirs créatifs, informatique (2002), généalogie, body painting, vidéo, scrabble, Groupe théâtral (1947).
École de musique et ensembles musicaux Les Coquelicots (1962). Chorale Amis Voix (1982). Les Troubadingues (1997), Société de Musique.
Amicale Boule (1928), ASR Basket (1937), ASR Gym (1973), ASR Foot (1978), Judo club (1978), Tennis club (1978), Club de danse (1981), Moto club Les Groupirs, Pétan’club.

### Sports et loisirs
L'équipe de football de Roiffieux a remporté la coupe Xavier-Bouvier 2009 face à Rhônes-Crussol. Après s'être fait mener 1 - 0 à la mi-temps, les verts sont parvenus à s'imposer, ils l'emportent finalement sur un score de 3 buts à 1. À cette date, des personnalités comme Laurent Paganelli étaient venues supporter le club ardéchois.
Lors de la saison 2022-2023, le club réussit un exploit historique en atteignant le 6eme tour de la coupe de france. Une performance remarquable pour une équipe évoluant en niveau départemental (D3).
Le club de basket, quant à lui, aura vu plusieurs de ses équipes jeunes remporter leur finale et devenir champion Drôme-Ardèche (2009 : l'équipe 1 des cadets a remporté le titre de Champion Drôme-Ardèche en championnat 1re série face à Davézieux, et a eu le titre de vice-champion Drôme-Ardèche l'année suivante en promotion excellence face à Privas, et l'équipe minime fille a été championne cette même année).
Judo: Créé en 1978, le judo club Roiffieux-Boulieu est constitué de deux sections implantées sur le territoire de la communauté d'agglomération du bassin d'Annonay. Ce dernier a formé un total de 56 ceintures noires (au 1er mars 2015). Par le biais de ses compétiteurs, le club est régulièrement représenté au niveau national, en championnats universitaires ou fédéraux.

### Manifestations culturelles et festivités
- Festidanse en mars
- Salon du Livre Jeunesse en mars
- Festival Coquelico Tempo en mai
- Fête du Comité fin juin
- Vogue en août

### Services publics
- École publique 6 classes 130 élèves.
- École privée Saint-Joseph 7 classes 170 élèves.
- Restaurant scolaire et garderie municipale.
- Agence Postale Communale.
- Bibliothèque le Petit Prince.
- Centre de loisirs AFR La Clé des Champs.
- Maison d’Accueil des Personnes Âgées La Rosée du Pré.

### Médias
- Ici Drôme Ardèche est la station de radio publique locale émettant sur le secteur de Privas et tout le département de l'Ardèche.
- La radio MTI diffuse ses programmes, dans la Drôme, en Ardèche, dans le Vaucluse et dans le Gard.

## Économie
Sur le plan économique, l'employeur principal est l'Esat de l'Adapei, qui a installé et développé, à partir de 1978, ses structures pour handicapés mentaux sur le site de la Garde. Elle emploie près de 300 personnes, encadrants ou employés, pour des travaux d'entretien d'espaces verts, préparation de repas, conditionnements divers.

## Culture locale et patrimoine

### Lieux et monuments

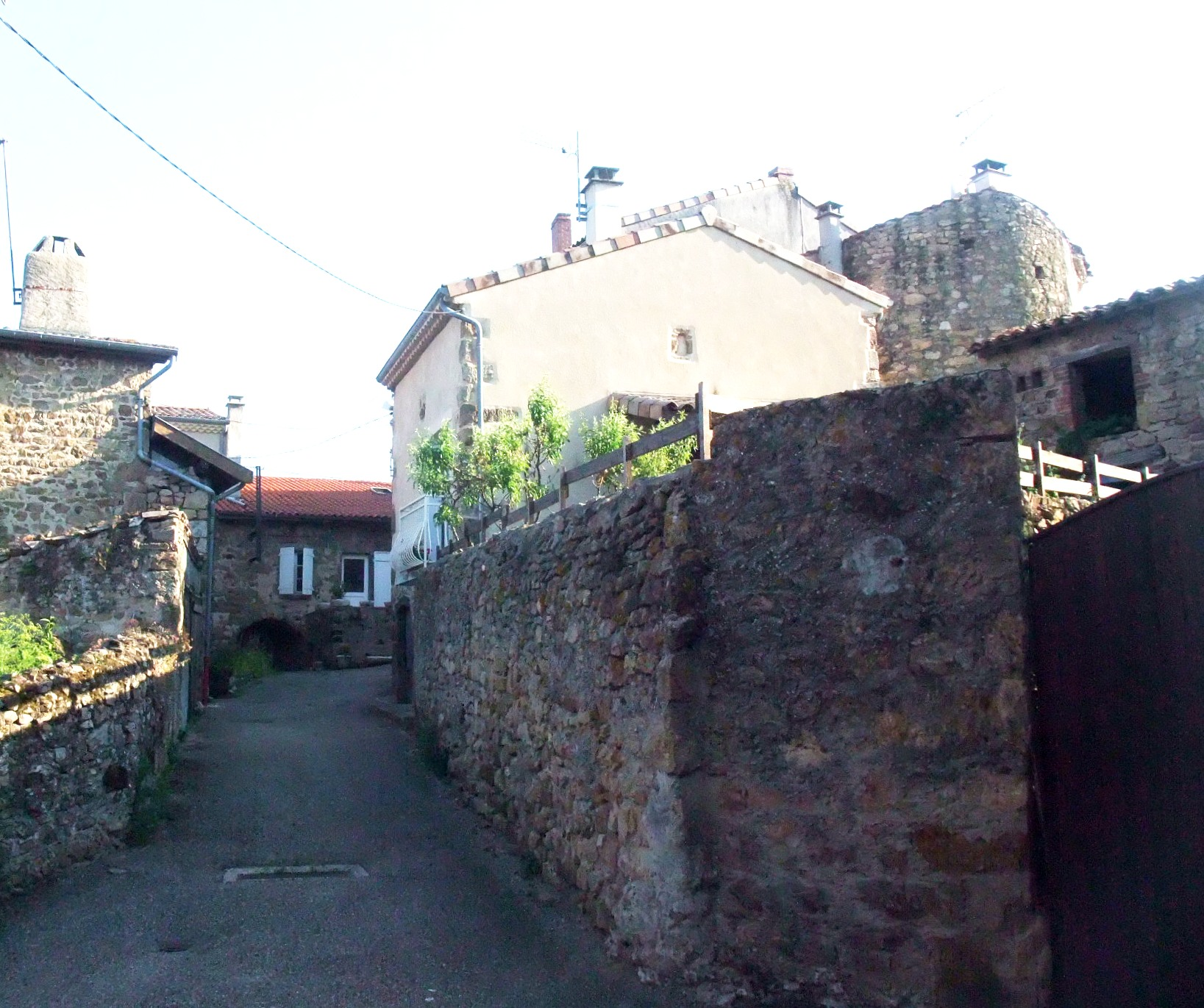
La rue des Mûres traverse une ancienne maison forte.

#### Le village

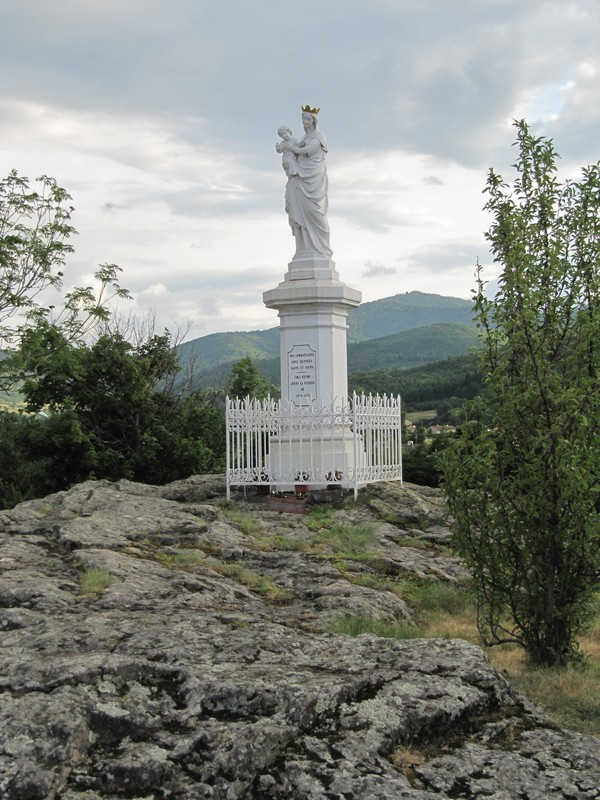
La Madone de la Garde.

Le village a conservé quelques anciennes rues pittoresques, qui s’étagent entre l’église et la Madone de la Garde. Certaines maisons de manquent pas de caractère. D’autres sont plus modestes. Les dates les plus anciennes retrouvées affichent 1612, 1721, 1751…
On pourra monter vers le village à partir du centre commercial de la mairie, par l’itinéraire pédestre qui part de la Maison d’Accueil des Personnes Âgées (MAPA) "La Rosée du Pré". On se retrouve au pied du clocher. En contournant l’église par le nord, on trouve un peu plus loin le bachas, lavoir construit en 1878. Pour monter à la Madone, reprendre de préférence l’intérieur du village par la rue des Mûres. À son extrémité supérieure, elle traverse une ancienne maison forte. Au rocher du suc de la Garde, très vaste panorama. La statue de "Notre-Dame-de-la-Garde" est un souvenir de piété et de reconnaissance pour la guerre franco-allemande de 1870 et les combats de 1940.
Redescendre un peu plus bas par la rue de la Cure qui ramène à la place du Vivarais et à son jardin public.

#### L’église

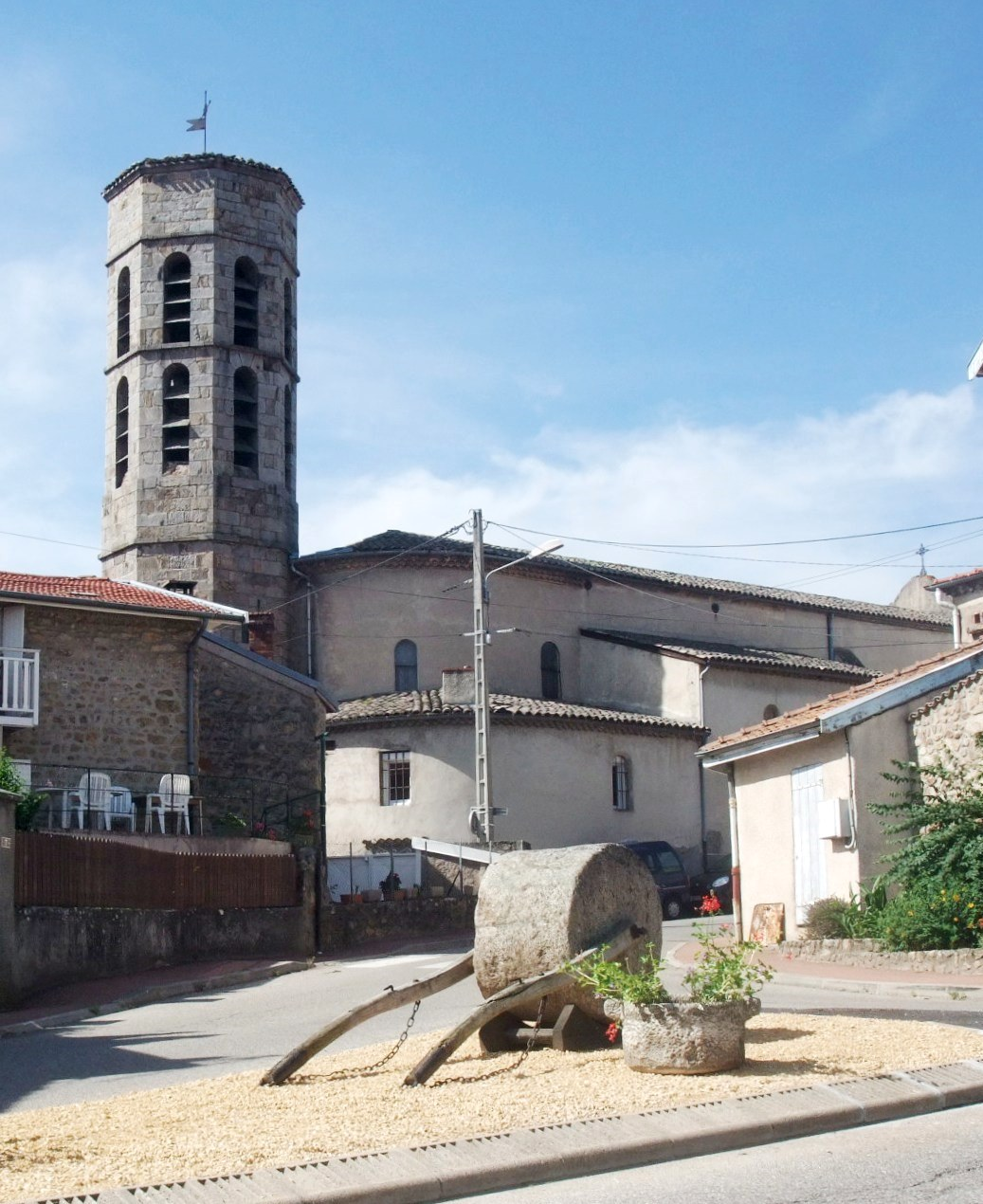
Un clocher octogonal qui n'a jamais eu de flèche.

Sa fondation est certainement ancienne, mais on ne connaît que ses agrandissements les plus récents. Entre 1850 et 1891, plusieurs campagnes de travaux ont donné leur allure actuelle au chœur, au clocher, aux voûtes et aux chapelles latérales. La toiture presque plate du clocher est en fait inachevée : la flèche n’a pu être élevée faute de budget.
L’intérieur, entretenu avec soin par la commune, offre une ambiance recueillie. Ses décorations les plus notables sont ses statues en bois doré dont quatre datent du XVIIIe siècle.

#### Le domaine de Brogieux

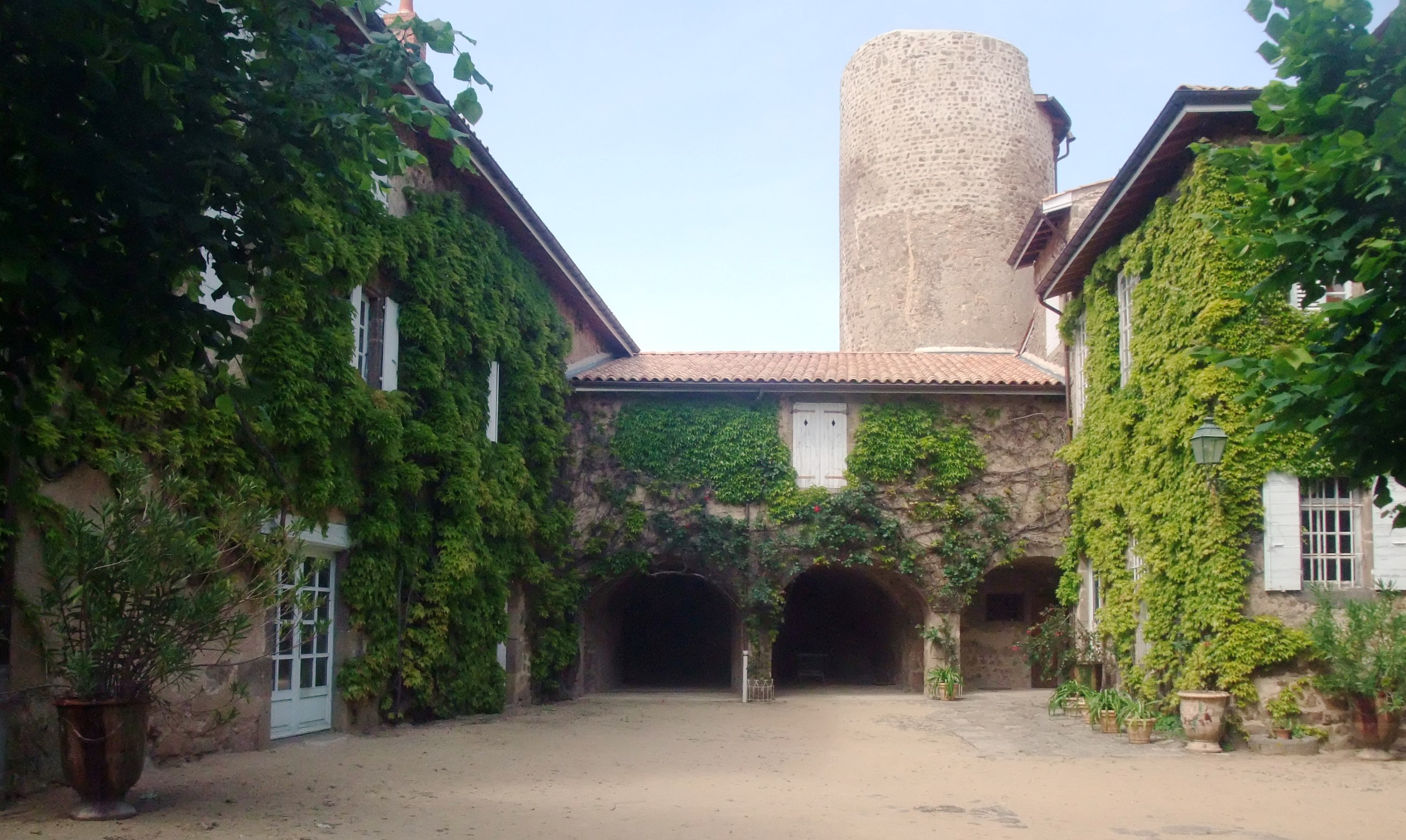
La partie la plus ancienne du domaine.

Le donjon qui domine ce hameau est daté de 1377. Cette ancienne ferme forte, qui commandait un vaste domaine, est devenue peu à peu château, et ses bâtiments les plus anciens font preuve d’un confort bien pensé. Depuis 1678, et donc depuis 10 générations, le site appartient à la famille Bollioud.

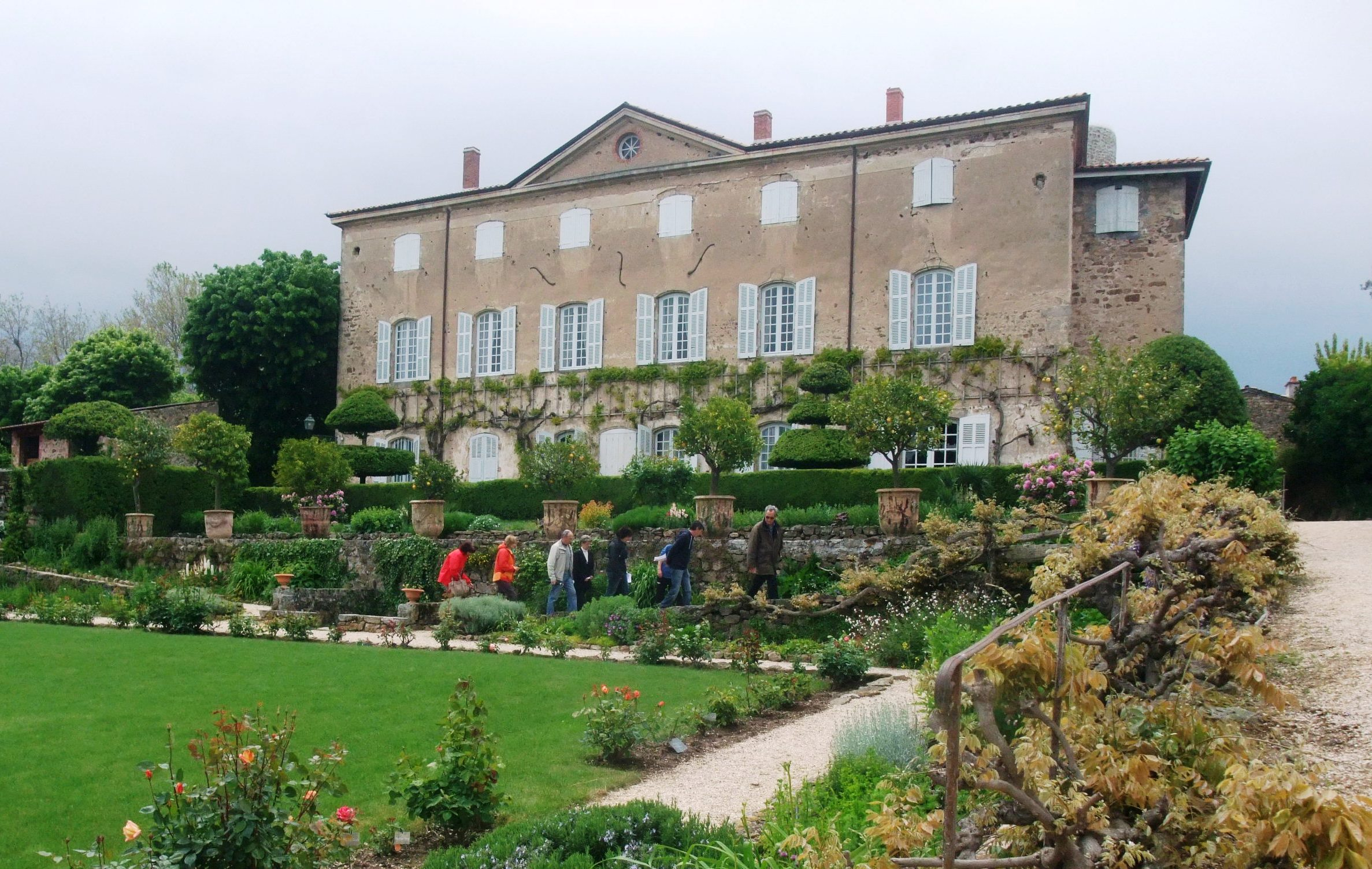
Le bâtiment et les jardins XVIIIe.

Le site a été particulièrement développé au XVIIIe siècle par Pierre Marie Christophe Bollioud, né à Roiffieux en 1735 et décédé en 1826. C’est son amitié avec les frères Montgolfier qui lui a fait accueillir vers 1783 le vol d’essai d’un ballon à air chaud. C’est de cette époque que datent les agrandissements de la grande demeure bourgeoise et l’aménagement raisonné de ses jardins et terrasses. Ces jardins typiques sont maintenant ouverts aux visites publiques à certaines périodes de l'année. La section Généalogie de l'Aram inventorie peu à peu les archives du domaine.

#### Le château de la Garde

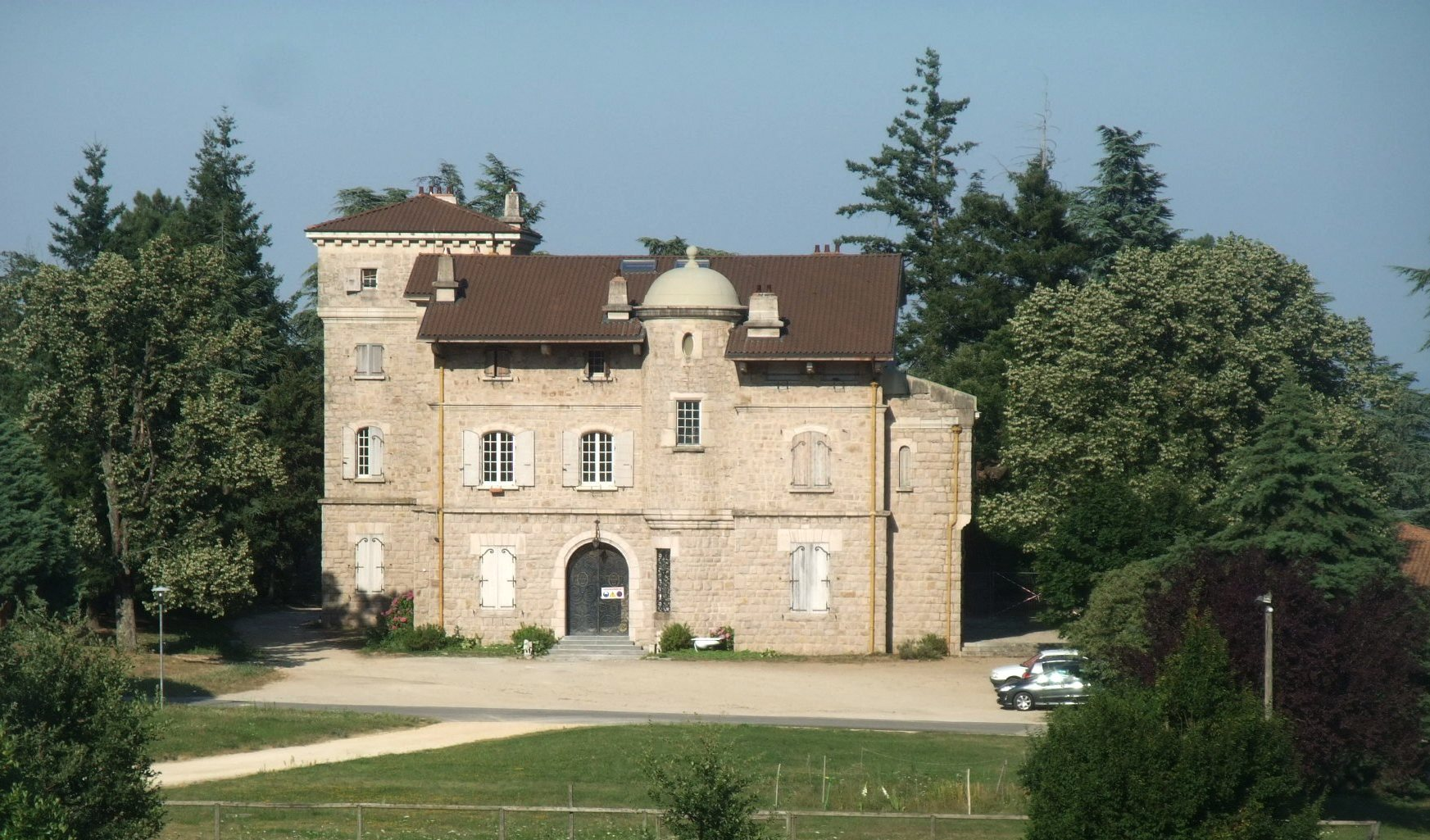
Un château au style original construit en 1914.

Toujours en place sur le site de l'Esat de l’Adapei, ce château au style original date du début du XXe siècle. Il a été construit de toutes pièces à partir de 1914 par la famille Allizon, qui était propriétaire de la grande tannerie Meyzonnier installée au faubourg de Cance. Son architecture extérieure a mélangé des aspects du Moyen Âge et des époques suivantes. L’intérieur par contre est ouvertement luxueux et moderne pour l’époque : vastes ouvertures, matériaux de prestige, murs et plafonds décorés… Le bâtiment a servi pendant un temps de foyer logement pour le Centre d’aide par le travail. Mais les dommages subis par la tempête de 1999 l’ont fait abandonner pour des problèmes de sécurité.

#### Autres demeures de la "ceinture dorée" d'Annonay
On pourra trouver sur la commune quelques autres demeures d’anciens notables : à Anty, sur la route de Quintenas, la demeure restaurée des familles de Missolz et Meaudre de Sugny. À Japperenard, l’ancienne propriété du docteur Henry Desgrand puis de la famille d’Henri Bechetoille.
Aux Gaudras, famille de Lamajorie. À Beaumarais, Eugène Meyzonnier. À Bernaudin, Marc Ribes. À Fély François-Antoine Boissy d’Anglas, 3e du nom et petit-fils du révolutionnaire.

#### Les instruments agricoles anciens

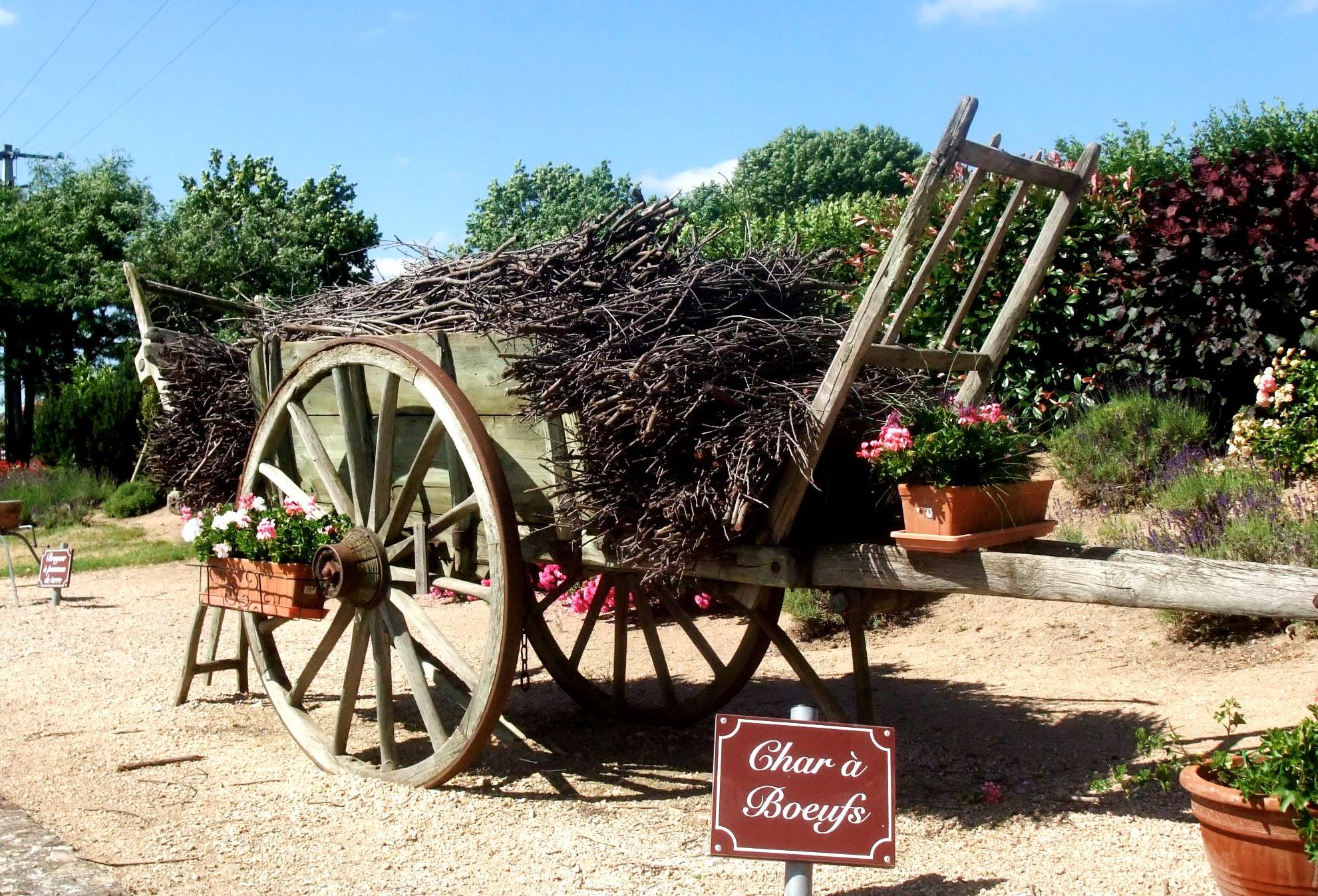
Le char à bœufs.

Depuis les années 1990, la commune expose à l’air libre des outils agricoles anciens pour rappeler son passé de commune essentiellement agricole. Une trentaine d’instruments composent actuellement ce " musée à ciel ouvert ", et la collection s’agrandit peu à peu. Ils ont été disséminés à divers endroits : souvent très visibles des automobilistes comme à l’entrée du village ou sur les giratoires ; parfois occupant un espace délaissé dans un quartier. On retrouvera les attelages traditionnels de la culture à traction animale. Mais aussi des outils de vignerons ou des mécaniques plus sophistiquées. Au fil du temps, ces instruments exposés résistent bien aux intempéries, grâce à leurs traitements protecteurs.

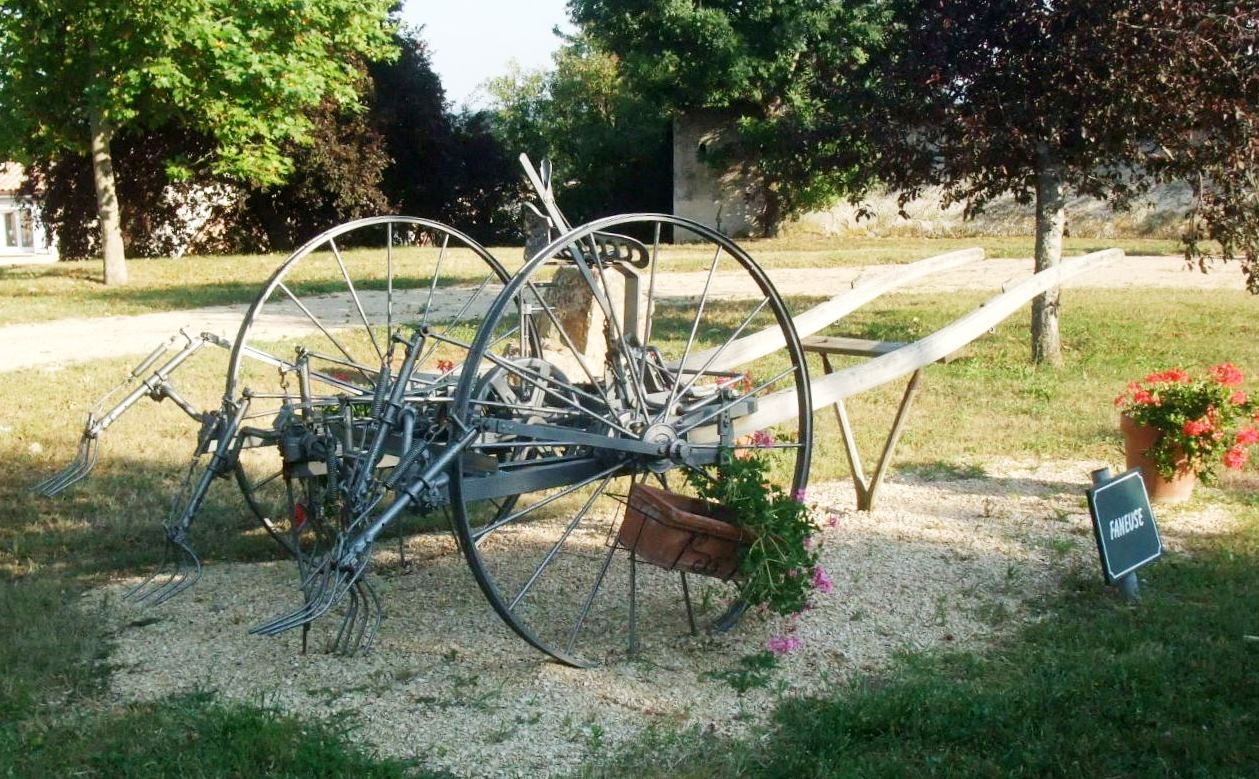
La faneuse.

On en retrouvera une grande partie entre l’entrée de la commune et l’ancien village. Quelques autres ont été installés dans des quartiers plus écartés et aux hameaux de Fély et de Picancel.
Ces aménagements décoratifs sont pris en compte par le jury des Villages fleuris qui passe chaque année. Roiffieux a reçu sa première fleur en 2000 et sa deuxième en 2007. Nombre de fleurissements et de décorations ont été mis en place dans les espaces publics : devant la mairie, au boulodrome, à l’entrée du vieux village et au petit jardin public aménagé sous la place du Vivarais, avec source et ruisselet permanent…

#### La forêt de Japperenard
La forêt a toujours tenu une surface importante sur le territoire de Roiffieux, et le phénomène s’est accentué avec l’abandon de prairies agricoles : la commune est passée de 200 ha de forêts vers 1830 à presque 1000 ha aujourd'hui. En 1980, la municipalité a saisi l’opportunité de racheter les 63 ha du domaine forestier de Japperenard. D’autres achats ultérieurs ont porté cette surface à 180 ha. Une partie de ces bois sont plantés et entretenus par les soins de l’ONF. La partie la plus proche du village a reçu des aménagements de loisirs : aires de pique-nique, sentiers balisés, parcours sportif...

#### La Roche Péréandre
La Roche Péréandre est un monolithe se situant tout près de la limite avec la commune de Vernosc-Les-Annonay, au coeur de la vallée de la Cance.

#### Ancienne église de Bernaudin
L'ancienne église Saint-Étienne de "Bernaudin", ouverte le 27 février 1966, est aujourd'hui une salle de sport privée. Le bâtiment est l'œuvre de l'architecte Pierre Jomain de Chambéry. Il s'agit d'un hexagone de briques de 12 m de côté surmonté d’une coupole et d'une surface d’environ 375 m2. L’intérieur pouvait abriter 400 personnes sans qu’il n’y eut aucun pilier et le placement des bancs faisait converger le regard vers l'autel : le cœur de l’assemblée.
L’église, édifiée à la fin du Concile Vatican II, était la seule de la région d’Annonay à pouvoir prendre en compte réellement les nouvelles dispositions liturgiques : le prêtre préside, le peuple célèbre l’Eucharistie. L’intérieur était très sobre. Le sol était constitué d’ardoises. Les murs étaient en briques apparentes, la structure métallique composée de triangles équilatéraux soutenant la coupole était visible. Le regard se portait vers l’autel reposant sur des pieds métalliques. Au–dessus de ce dernier un Christ en croix était apposé au mur. Le tabernacle  était disposé de la même manière que l'autel.
La dernière messe a été célébrée en juin 2000. "La désaffection est (...) la conséquence d'une construction optimiste, à l'époque où les banlieues d'Annonay semblaient devoir se peupler massivement. De ce fait au sud d'Annonay, la cité de Bernaudin est restée de ce côté le seul ensemble collectif" (Le Dauphiné libéré, 08 juillet 2000).

### Personnalités liées à la commune
- Pierre Marie Bollioud (1735-1826), homme politique, député de l'Ardèche au Conseil des Cinq-Cents.
- Jacques Méaudre de Sugny connu aussi sous le nom de Jacques Trémolin, conteur animalier : ce résistant aristocrate et communiste organisa sous le pseudonyme de Loyola (référence à son éducation chez les jésuites) la libération d'Annonay en juin 1944, y proclama la république et en fut maire jusqu'à la reprise par les Allemands. Sa famille a des attaches avec Anty depuis des décennies.

### Héraldique
|  | Roiffieux possède des armoiries dont l'origine et le blasonnement exact ne sont pas disponibles. |